# Kyrill-und-Method-Kirche (Ljubljana)
Die Kirche Hl. Kyrill und Methodius (slowenisch: Cerkev sv. Cirila in Metoda und serbisch: Црква Светих Ћирила и Методија oder Crkva Svetih Ćirila i Metodija)  ist die einzige serbisch-orthodoxe Kirche in der slowenischen Hauptstadt Ljubljana. Sie ist das wichtigste serbische-orthodoxe Kirchengebäude in ganz Slowenien.
Das nach den  Hl. „Slawenaposteln“ Kyrill und Method benannte Gotteshaus befindet sich in der Nähe des Museums für Moderne Kunst und der Slowenischen Nationalgalerie an der Ecke Tivoli-/Prešeren-Straße. Die Kirche gehört zur Metropolie Zagreb-Ljubljana der Serbisch-orthodoxen Kirche. 
Die 1936 erbaute Kirche wurde vom Architekten Momir Korunović entworfen. Sie besitzt fünf Kuppeln, die mit goldenen Kreuzen bekrönt sind. Der Innenraum ist vollständig mit Fresken ausgemalt, die von Dragomir Jašović und Mišo Mladenović stammen. Die Ikonostase fertigte Mirko Šubic 1940. Von der Kuppeldecke schaut Christus Pantokrator herab, während sich in den Nischen die Apostel befinden.
Erst 2005 wurde die Kirche vom serbischen Patriarchen Pavle geweiht und auch offiziell eröffnet. Anwesend waren auch der slowenische Präsident Janez Drnovšek und der römisch-katholische Metropolit Alojz Uran. Tomáš Špidlík brachte aus dem Vatikan einige Reliquien des heiligen Athanasius, um die Verbundenheit der römischen und orthodoxen Kirche zu zeigen. 
Seit dem 10. April 2010 ist die Kirche Kulturelles Monument regionaler Bedeutung.

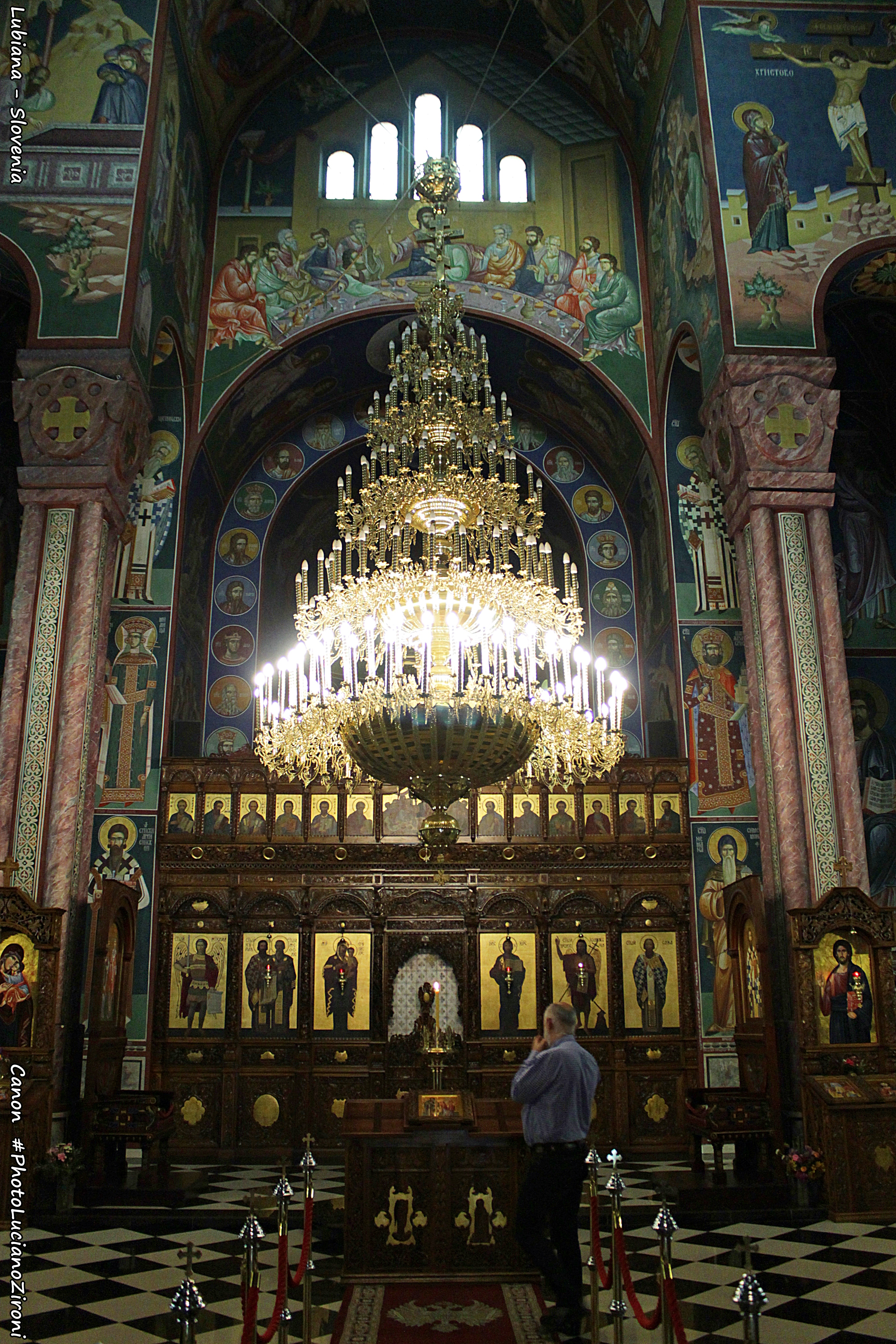